# Васил Априлов (нос)
Васил Априлов (на английски: Aprilov Point) е остър морски нос, на северния бряг на остров Гринуич, вдаващ се 600 м на северозапад в протока Дрейк. Отделя залива Хасково на запад от залива Скаптопара на изток. Разположен 6,9 km източно от нос Дъф, 2,1 km източно от нос Милетич, 1,77 km южно от остров Онгли, 5,5 km западно от нос Агуедо и 2,3 km на север-северозапад от връх Севтополис.
Координатите му са: 62°26′52″ ю. ш. 59°53′45″ з. д. / 62.447778° ю. ш. 59.895833° з. д..
Наименуван е на българския просветител Васил Априлов (1789 – 1847), и във връзка със селищата Априлово в Западна, Североизточна и Южна България. Името е официално дадено на 15 декември 2006 г. Обнародвано е с указ на Президента на Република България от 31 май 2016 г.
Британско картографиране от 1968 г., чилийско от 1971 г., аржентинско от 1980 г., българско от 2005 г. и 2009 г.

## Карти
- L.L. Ivanov et al, Antarctica: Livingston Island, South Shetland Islands (from English Strait to Morton Strait, with illustrations and ice-cover distribution), 1:100000 scale topographic map, Antarctic Place-names Commission of Bulgaria, Sofia, 2005
- Л. Иванов. Антарктика: Остров Ливингстън и острови Гринуич, Робърт, Сноу и Смит. Топографска карта в мащаб 1:120000. Троян: Фондация Манфред Вьорнер, 2009. ISBN 978-954-92032-4-0
- Л. Иванов. Карта на остров Ливингстън. В: Иванов, Л. и Н. Иванова. Антарктика: Природа, история, усвояване, географски имена и българско участие. София: Фондация Манфред Вьорнер, 2014. с. 18 – 19. ISBN 978-619-90008-1-6